# Mistrzostwa Świata w Gimnastyce Sportowej 1950
12. Mistrzostwa świata w gimnastyce sportowej, które odbyły się w szwajcarskim mieście Bazylea w 1950 roku.

## Tabela medalowa
| Poz. | Państwo    | Złota | Srebra | Brązy | Łącznie |
| ---- | ---------- | ----- | ------ | ----- | ------- |
| 1    | Szwajcaria | 8     | 2      | 5     | 15      |
| 2    | Polska     | 4     | 0      | 2     | 6       |
| 3    | Szwecja    | 2     | 1      | 0     | 3       |
| 4    | Finlandia  | 1     | 5      | 1     | 7       |
| 5    | Austria    | 1     | 1      | 1     | 3       |
| 6    | Francja    | 0     | 1      | 4     | 5       |
| 7    | Włochy     | 0     | 1      | 2     | 4       |

## Mężczyźni

### Wielobój indywidualnie
| Medal | Państwo    | Zawodnik       |
| ----- | ---------- | -------------- |
| 1     | Szwajcaria | Walter Lehmann |
| 2     | Szwajcaria | Marcel Adatte  |
| 3     | Finlandia  | Olavi Rove     |

### Ćwiczenia wolne
| Medal | Państwo    | Zawodnik          |
| ----- | ---------- | ----------------- |
| 1     | Szwajcaria | Josef Stalder     |
| 1     | Szwajcaria | Ernst Gebendinger |
| 3     | Francja    | Raymond Dot       |

### Ćwiczenia na koniu z łękami
| Medal | Państwo    | Zawodnik       |
| ----- | ---------- | -------------- |
| 1     | Szwajcaria | Josef Stalder  |
| 2     | Szwajcaria | Marcel Adatte  |
| 3     | Szwajcaria | Walter Lehmann |

### Ćwiczenia na kółkach
| Medal | Państwo    | Zawodnik       |
| ----- | ---------- | -------------- |
| 1     | Szwajcaria | Walter Lehmann |
| 2     | Finlandia  | Olavi Rove     |
| 3     | Szwajcaria | Hans Eugster   |

### Skok
| Medal | Państwo    | Zawodnik          |
| ----- | ---------- | ----------------- |
| 1     | Szwajcaria | Ernst Gebendinger |
| 2     | Finlandia  | Olavi Rove        |
| 3     | Szwajcaria | Walter Lehmann    |

### Ćwiczenia na poręczach
| Medal | Państwo    | Zawodnik     |
| ----- | ---------- | ------------ |
| 1     | Szwajcaria | Hans Eugster |
| 2     | Finlandia  | Olavi Rove   |
| 3     | Francja    | Raymond Dot  |

### Ćwiczenia na drążku
| Medal | Państwo    | Zawodnik        |
| ----- | ---------- | --------------- |
| 1     | Finlandia  | Paavo Aaltonen  |
| 2     | Finlandia  | Vaikko Huhtanen |
| 3     | Szwajcaria | Walter Lehmann  |
| 3     | Szwajcaria | Josef Stalder   |

### Zawody drużynowe
| Medal | Państwo    | Punkty  |
| ----- | ---------- | ------- |
| 1     | Szwajcaria | 689.900 |
| 2     | Finlandia  | 673.250 |
| 3     | Francja    | 671.550 |

## Kobiety

### Wielobój indywidualnie
| Medal | Państwo | Zawodniczka         |
| ----- | ------- | ------------------- |
|       | Polska  | Helena Rakoczy      |
|       | Szwecja | Ann-Sofi Pettersson |
|       | Austria | Gertchen Kolar      |

### Skok
| Medal | Państwo | Zawodniczka       |
| ----- | ------- | ----------------- |
|       | Polska  | Helena Rakoczy    |
|       | Austria | Gertchen Kolar    |
|       | Francja | Alexandra Lemoine |

### Ćwiczenia na poręczach
| Medal | Państwo | Zawodniczka         |
| ----- | ------- | ------------------- |
|       | Szwecja | Ann-Sofi Pettersson |
|       | Austria | Gertchen Kolar      |
|       | Polska  | Helena Rakoczy      |

### Ćwiczenia na równoważni
| Medal | Państwo | Zawodniczka    |
| ----- | ------- | -------------- |
|       | Polska  | Helena Rakoczy |
|       | Włochy  | Marja Nutti    |
|       | Włochy  | Licia Macchini |

### Ćwiczenia wolne
| Medal | Państwo    | Zawodniczka     |
| ----- | ---------- | --------------- |
|       | Polska     | Helena Rakoczy  |
|       | Jugosławia | Tereza Kočiš    |
|       | Polska     | Stefania Reindl |

### Zawody drużynowe
| Medal | Państwo | Zawodniczki |
| ----- | ------- | --- |
|       | Szwecja | Evy Berggren Vanja Blomberg Karin Lindberg Gunnel Ljungström Hjördis Nordin Ann-Sofi Pettersson Göta Pettersson Ingrid Sandahl         |
|       | Francja | Ginette Durand Colette Hué Madeleine Jouffroy Alexandra Lemoine Liliane Montagne Christine Palau Irène Pittelioen Jeanette Vogelbacher |
|       | Włochy  | Renata Bianchi Licia Macchini Laura Micheli Anna Monlarini Marja Nutti Elena Santoni Liliana Scaricabarozzi Lilia Torriani             |